# Microcharon boui
Microcharon boui är en kräftdjursart som beskrevs av Nicole Coineau 1968. Microcharon boui ingår i släktet Microcharon och familjen Microparasellidae. Inga underarter finns listade i Catalogue of Life.